# Resolutie 1164 Veiligheidsraad Verenigde Naties
Resolutie 1164 van de Veiligheidsraad van de Verenigde Naties werd unaniem door de VN-Veiligheidsraad aangenomen op 29 april 1998, en verlengde de MONUA-waarnemingsmissie in Angola met twee maanden.

## Achtergrond
Nadat Angola in 1975 onafhankelijk was geworden van Portugal keerden de verschillende onafhankelijkheidsbewegingen zich tegen elkaar om de macht. Onder meer Zuid-Afrika en Cuba bemoeiden zich in de burgeroorlog, tot ze zich in 1988 terugtrokken. De VN-missie UNAVEM I zag toe op het vertrek van de Cubanen. Een staakt-het-vuren volgde in 1990, en hiervoor werd de UNAVEM II-missie gestuurd. In 1991 werden akkoorden gesloten om democratische verkiezingen te houden die eveneens door UNAVEM II zouden worden waargenomen.

## Inhoud

### Waarnemingen
De Angolese regering van nationale eenheid en verzoening en UNITA hadden verdere stappen gezet om de taken van het Lusaka-Protocol af te werken. Er was een wet afgekondigd die de leider van UNITA een speciale status gaf, de resterende UNITA-gouverneurs waren benoemd, er was een akkoord over een lijst met UNITA-ambassadeurs, de uitzendingen van Radio Vorgan waren gestopt en UNITA-functionarissen bereidden in de hoofdstad de vestiging van hun hoofdkwartier voor.

### Handelingen
Angola en UNITA werden opgeroepen alle overblijvende verplichtingen uit het vredesakkoord uit te voeren. UNITA moest ook stoppen met de vertragingen en koppelingen daarvan. Ook werden aanvallen van UNITA op MONUA en de Angolese autoriteiten sterk veroordeeld.
Het mandaat van MONUA werd verlengd tot 30 juni. Tegen 1 juli moest de missie zijn teruggetrokken, behalve één infanterieregiment, de helikoptereenheid, de medische eenheden en 90 militaire waarnemers. Ook zouden nog 83 politiewaarnemers bij komen. Tegen 30 juni zou ook beslist worden over een nieuw mandaat en structuur voor de missie of een vervolgmissie.

## Verwante resoluties
- Resolutie 1149 Veiligheidsraad Verenigde Naties
- Resolutie 1157 Veiligheidsraad Verenigde Naties
- Resolutie 1173 Veiligheidsraad Verenigde Naties
- Resolutie 1176 Veiligheidsraad Verenigde Naties

Lijst ·  1147 ·  1148 ·  1149 ·  1150 ·  1151 ·  1152 ·  1153 ·  1154 ·  1155 ·  1156 ·  1157 ·  1158 ·  1159 ·  1160 ·  1161 ·  1162 ·  1163 ·  1164 ·  1165 ·  1166 ·  1167 ·  1168 ·  1169 ·  1170 ·  1171 ·  1172 ·  1173 ·  1174 ·  1175 ·  1176 ·  1177 ·  1178 ·  1179 ·  1180 ·  1181 ·  1182 ·  1183 ·  1184 ·  1185 ·  1186 ·  1187 ·  1188 ·  1189 ·  1190 ·  1191 ·  1192 ·  1193 ·  1194 ·  1195 ·  1196 ·  1197 ·  1198 ·  1199 ·  1200 ·  1201 ·  1202 ·  1203 ·  1204 ·  1205 ·  1206 ·  1207 ·  1208 ·  1209 ·  1210 ·  1211 ·  1212 ·  1213 ·  1214 ·  1215 ·  1216 ·  1217 ·  1218 ·  1219